# ملانی والریو
ملانی والریو (به انگلیسی: Melanie Valerio) (زادهٔ ۷ مهٔ ۱۹۶۹) شناگر اهل ایالات متحده آمریکا است.